# Druelyng
Druelyng (Leucothoë) er en planteslægt, som er udbredt med ca 45 arter i Østasien, Nord-, Mellem- og Sydamerika. Det er lave, stedsegrønne eller løvfældende buske med spredtstillede blade, der oftest har savtakket rand. Om efteråret farves bladene eller i hvert fald nogle af dem kobberbrune, bronzefarvede og røde. Blomsterne er små og krukkeformede, og de sidder i klaser fra bladhjørnerne. Frugterne er brune kapsler (på hunlige planter).
| Beskrevne arter |

- Akseldruelyng (Leucothoë axiliaris)
- Hængende druelyng (Leucothoë fontanesiana)

| Andre arter |

- Leucothoe acuminata
- Leucothoe ambigua
- Leucothoe davisiae
- Leucothoe griffithiana
- Leucothoe keiskei
- Leucothoe tonkinensis